# 自由で開かれたインド太平洋戦略

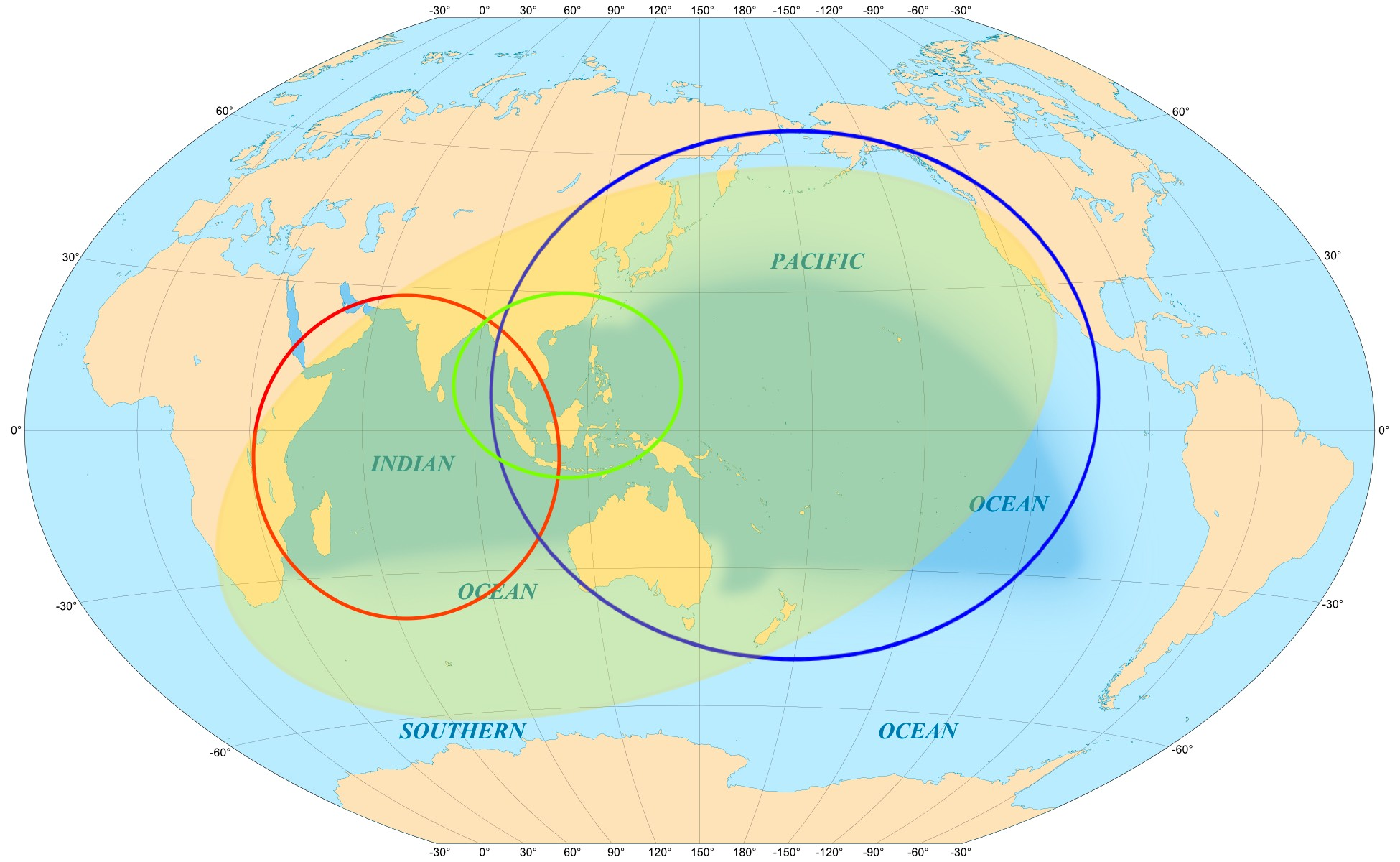
インド太平洋

自由で開かれたインド太平洋戦略（じゆうでひらかれたインドたいへいようせんりゃく）は、2016年（平成28年）8月に、当時の内閣総理大臣・安倍晋三が提唱した日本政府の外交方針。英訳は「Free and Open Indo-Pacific Strategy（略称：FOIP）」。
2018年ごろから、軍事色を消すと共に対中国戦略として受け止められることを防ぎ、より幅広い国の理解を得るため「戦略」の文字が削られ、「自由で開かれたインド太平洋」となった。
この構想は、アメリカ合衆国にも採用され、2019年に国務省がこのコンセプトを公式の文書で発表した。現在ではバイデン政権でも受け継がれた他ヨーロッパ諸国にまで浸透し始めている。

## 概要
日本の構想は、中華人民共和国の経済的台頭を意識して、インド洋と太平洋を繋ぎ、アフリカとアジアを繋ぐことで国際社会の安定と繁栄の実現を目指す。構想実現の3本柱として、
1. 法の支配、航行の自由、自由貿易等の普及・定着
2. 経済的繁栄の追求（東南アジア・西南アジア・中東・東南部アフリカの連結、EPA/FTAや投資協定を含む経済連携）
3. 平和と安定の確保（海上法執行能力の構築、人道支援・災害救援等)

が挙げられている。
日本の外交戦略としての「インド太平洋」構想は、安倍によって提唱され、推進されてきた。この構想は第1次安倍政権の価値観外交における「自由と繁栄の弧」の概念に始点を持つ。「自由と繁栄の弧」とは、北欧諸国、バルト三国、中欧・東欧、中央アジア・コーカサス、中東、インド亜大陸、東南アジア、北東アジアにつながる弧状の地域を、自由、民主主義、基本的人権、法の支配、市場経済といった価値を基礎とする地域を目指すものであった。
安倍は2007年（平成19年）8月22日にインド国会で行った「二つの海の交わり」という演説（後述）で、日印戦略的グローバルパートナーシップが、この構想の要をなすと述べた。
2016年（平成28年）8月のアフリカ開発会議で安倍は「自由で開かれたインド太平洋戦略」を提唱した（後述）。

## 背景

### 日本の特徴
日本は、四面環海の海洋国家かつ世界有数の経済大国であるが、鉱物資源に乏しく、また食料自給率も低いため、海外依存度が極端に高い物資が存在している。
資本主義・自由主義陣営の一角として、ソビエト連邦（後のロシア連邦）や朝鮮半島（大韓民国・朝鮮民主主義人民共和国）、中華人民共和国（及び中華民国）と近接しつつ、多数の在日米軍基地・施設を有することから、その工業力・経済力も相まって戦略的価値も高い。

### インドの戦略的価値の高まり
インドは、1947年（昭和22年）8月、大英帝国から独立（インド・パキスタン分離独立）し、さらに1950年（昭和25年）に共和制に移行したが英連邦（Commonwealth of Nations）に残留した。インドは広大な面積と、世界第2位（当時）の人口を有する。1991年（平成3年）に就任したナラシンハ・ラーオ（ナラシマ・ラオ）首相の下で、社会主義的政策から自由主義的政策に大きく転換した。特に2000年代以降はBRICSの一角として、その将来の発展に大きく期待が寄せられるようになった。
2007年（平成19年）8月22日、第90代内閣総理大臣（当時）だった安倍晋三はインド共和国を訪問し、同国国会で「二つの海の交わり」と題し、次のような演説を行った。題名の「二つの海」はインド洋と太平洋を指す。

### 中華人民共和国の台頭と台湾

#### 中華人民共和国
1978年（昭和43年）の改革開放政策は、1989年（平成元年）の天安門事件（民主化運動の弾圧）により停滞したが、鄧小平・江沢民政権下でさらなる経済発展を遂げ、BRICSの一角に数えられるに至った。2010年（平成22年）に国内総生産（GDP）で日本を抜き、以来世界第2位となった。一方軍事拡大も推進し、その軍事予算は増大の一歩をたどっている。2012年（平成24年）9月に就航した空母『遼寧』は、太平洋への進出も行い、同国の海空域における活動を拡大・活発化を象徴している。
日本とは尖閣諸島問題で対立し、また南シナ海でも、各国と領土・権益問題で対立している。2013年（平成25年）以降、広域経済圏構想である「一帯一路」を掲げ、海路及び陸路での経済的影響力を進展しようと試みている。
安倍は2017年6月にインフラへのアクセスが開放されていること、透明かつ公正な調達方式、返済可能な債務と財政の健全性が保たれることなどの条件を付けて中国の一帯一路構想に対して支持を表明し、一帯一路構想は環太平洋の自由で公正な経済圏に融合していくとし、「自由で開かれたインド太平洋」構想と「一帯一路」構想との連携について述べた。

#### 台湾
国共内戦の結果、敗北した中国国民党（中華民国政府）は、本拠地を台湾に移した。1949年（昭和24年）の古寧頭戦役で国民党側が勝利し、中華人民共和国は台湾島の奪取と「全中国の統一」の機会を逸した。その後、中華民国では経済発展と李登輝による民主化推進により、「台湾」「台湾人」としてのアイデンティティが決定的に根付いた。
元来、中華人民共和国（中国大陸を実効支配）と中華民国（台湾島周辺のみを実効支配）はともに中国大陸に広大な領土を有することを主張していた（一つの中国原則）。そのため、中華人民共和国にとっても、台湾は核心的利益のひとつである（台湾有事）。実際、1996年（平成8年）に中華民国で初の直接選挙による総統選挙が行われた際には、中華人民共和国側がミサイル演習を行っている（第三次台湾海峡危機）。
2016年（平成28年）に総統に就任した蔡英文は、九二共識を明確に否定し、また米大統領との電話会談の公表など米国との関係強化をアピールし、中台関係は緊張しつつある。なお米国は台湾関係法により、台湾防衛のための軍事介入の余地を残している。

## 概念
2018年（平成30年）1月22日、第196回国会、河野太郎外務大臣（当時）は、外交演説において、重点分野の一つである「自由で開かれたインド太平洋戦略」の推進に、以下の3つの考えが中心にあると述べた。

## 2010年代の日本の外交・安全保障政策
| 名称                                          | 閣議決定日                  | 概要                                                                               |
| --------------------------------------------- | --------------------------- | ---------------------------------------------------------------------------------- |
| 国家安全保障戦略                              | 平成25年（2013年） 12月17日 | 外交政策及び防衛政策を中心とした国家安全保障の基本方針（概ね10年程度の期間を念頭） |
| 平成31年度以降に係る防衛計画の大綱            | 平成30年（2018年） 12月18日 | 防衛力のあり方と保有すべき防衛力の水準を決定（概ね10年程度の期間を念頭）           |
| 中期防衛力整備計画 （平成31年度～平成35年度） | 平成30年（2018年） 12月18日 | 5年間の経費の総額の限度と主要装備の整備数量を明示                                  |
| 年度予算                                      | -                           | 各年度ごとの必要な経費                                                             |

### 全般
日本は、第1次安倍政権以来、7年連続で総理大臣が交代した。この間、2010年（平成22年）に防衛計画の大綱（22大綱）を閣議決定した。第2次安倍政権下の2013年（平成25年）12月17日に国家安全保障戦略と防衛計画の大綱（25大綱）を閣議決定し、さらに2018年（平成30年）に防衛計画の大綱（30大綱）を再度閣議決定している（現行）。
国家安全保障戦略では、「我が国を取り巻く安全保障環境が一層厳しさを増している」「パワーバランスの変化の担い手は中国、インド等の新興国」という現状認識の下、日本の国益の確保のために「アジア太平洋地域」における「自由貿易体制の強化」「自由、民主主義、基本的人権の尊重、法の支配といった普遍的価値やルールに基づく国際秩序を維持・擁護すること」を掲げている。
その上で、日本がとるべき戦略的アプローチの一つとして「安定した国際環境創出のための外交の強化」や「海洋安全保障の確保」を挙げている。後者ではさらに、ペルシャ湾から、インド洋、南シナ海を経て日本近海に至るシーレーンに言及している。

### 安倍外交の方向性
第2次安倍内閣の外交方針でも従来のアジア太平洋地域とインド洋を結びつけ、アフリカにまで達する地域への外交・安全保障上の関与を強化するとした。安倍は首相就任翌日の2012年（平成24年）12月27日に発表した英文論文「Asia's Democratic Security Diamond（アジアの民主的な安全保障ダイヤモンド）」において、中国の南シナ海での挑戦により「太平洋とインド洋にわたる航行の自由」が脅かされつつあるが、日本とハワイ（米国）、オーストラリア、インドを結ぶダイヤモンド形の集団安全保障として、セキュリティダイヤモンド構想を提唱した。
2013年（平成25年）1月18日にジャカルタで予定されていた「開かれた、海の恵み――日本外交の新たな5原則」演説では次のように述べる予定だった。
同年2月23日のワシントン戦略国際問題研究所での演説で安倍は「インド太平洋」という語を明確に用いた。2月28日の施政方針演説では日米豪印の4カ国にASEAN諸国などの海洋アジア諸国との連携を深めていくと述べた

#### 安倍首相による提唱
2016年（平成28年）8月27日、第6回アフリカ開発会議 (TICAD VI) に、内閣総理大臣安倍晋三は共同議長として参加した。
開会セッションの基調演説で、安倍首相は次のように述べ、「自由で開かれたインド太平洋戦略（Free and Open Indo-Pacific Strategy）」を対外発表した。

## 2020年代の日本の外交・安全保障政策
| 名称             | 閣議決定日                 | 概要 |
| ---------------- | -------------------------- | --- |
| 国家安全保障戦略 | 令和4年（2022年） 12月16日 | 国家安全保障の最上位文書として外交、防衛に加え、経済安全保障、技術、サイバー、情報等の国家安全保障の戦略的指針（概ね10年程度の期間を念頭） |
| 国家防衛戦略     | 令和4年（2022年） 12月16日 | 防衛の目標及び、達成のためのアプローチと手段を示す（概ね10年程度の期間を念頭）                                                             |
| 防衛力整備計画   | 令和4年（2022年） 12月16日 | 自衛隊の体制（概ね5年後と10年後）と5年間の経費の総額の限度と主要装備の整備数量を明示                                                       |
| 年度予算         | -                          | 各年度ごとの必要な経費 |

本戦略の提唱者であった安倍晋三は、2022年（令和4年）7月8日、安倍晋三銃撃事件によって死去した。
同年12月16日、前回の閣議決定から9年を経て、新たな戦略体系が岸田内閣下で閣議決定された。
国家安全保障戦略の第IV項第２節では、「自由で開かれたインド太平洋」というビジョンが日本の安全保障に「死活的に重要」と位置付けている。

## 具体的な取組み
- インド太平洋地域各国の特命全権大使には局長級経験者を重点配置し、2019年にはインドに総合外交政策局長経験者の鈴木哲、タイに国際協力局長経験者の梨田和也、カンボジアに国際法局長経験者の三上正裕が、2020年にはフィリピンに官房長経験者の越川和彦、オーストラリアに経済局長経験者の山上信吾が、それぞれ配置された。また同年外務審議官経験者としては30年ぶりに金杉憲治が駐インドネシア特命全権大使に任命された[19]。